# Sylvi Saimo
Sylvi Riitta Saimo (Ruskeala, 12 de noviembre de 1914-Laukaa, 12 de marzo de 2004) fue una deportista finlandesa que compitió en piragüismo en la modalidad de aguas tranquilas.
Participó en dos Juegos Olímpicos de Verano en los años 1948 y 1952, obteniendo una medalla de oro en Helsinki 1952 en la prueba de K1 500 m. Ganó dos medallas de oro en el Campeonato Mundial de Piragüismo de 1950.

## Palmarés internacional
| Juegos Olímpicos   | Juegos Olímpicos       | Juegos Olímpicos | Juegos Olímpicos |
| Año                | Lugar                  | Medalla          | Evento           |
| ------------------ | ---------------------- | ---------------- | ---------------- |
| 1952               | Helsinki (Finlandia)   | Medalla de oro   | K1 500 m         |
| Campeonato Mundial |                        |                  |                  |
| Año                | Lugar                  | Medalla          | Evento           |
| 1950               | Copenhague (Dinamarca) | Medalla de oro   | K1 500 m         |
| 1950               | Copenhague (Dinamarca) | Medalla de oro   | K2 500 m         |